# Kunstmatige horizon

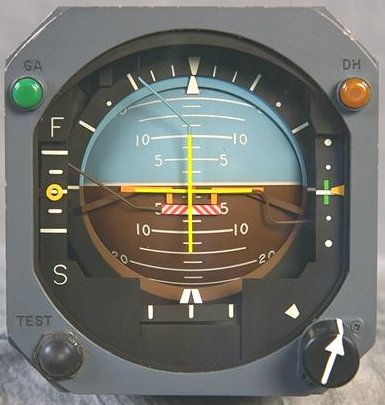
Kunstmatige horizon

Een kunstmatige horizon (Engels: Attitude Indicator) is een instrument in een vliegtuig, waarmee de piloot snel kan overzien wat de stand van het vliegtuig ten opzichte van de horizon is, ook wanneer de horizon zelf door mist of wolken niet te zien is. Het is van groot belang om op te weten wat de stand van het vliegtuig is, zodat op ieder moment de piloot de juiste beslissingen kan nemen. De kunstmatige horizon wordt door een gyroscoop gestuurd.

## Gebruik
De kunstmatige horizon bestaat altijd uit een vast gedeelte op de voorgrond, een symbool dat een achteraanzicht van het vliegtuig symboliseert, en een bewegende achtergrond dat het zicht op de horizon symboliseert. Boven de horizonlijn is het instrument blauw en onder de horizonlijn bruin.
Op het instrument is enerzijds de helling af te lezen, dit is de hoeveelheid draai om de dwars-as van het vliegtuig of ook wel stampen. Tegelijk kan men ook de rol, dus de draai om de lang-as van het vliegtuig aflezen.
Zowel de helling als de rol is af te lezen in de eenheid graden. Voor helling staat een markering vaak om de twee en een halve graad en voor rol typisch om de tien of vijftien graden.
Op sommige vliegtuigen kan er een flight director over de kunstmatige horizon worden geprojecteerd.
Hoewel bij moderne vliegtuigen de kunstmatige horizon vaak geprojecteerd wordt op het ‘primary flight display’ wordt dan soms toch ook nog het conventionele instrument toegepast als reserve instrument.
snelheidsmeter · kunstmatige horizon · hoogtemeter · bochtaanwijzer · gyrokompas · variometer · radiohoogtemeter · vliegtuigelektronica